# فتح سبيطلة
معركة سبيطلة (27 هـ / 647 م) هي معركة قامت بين الخلافة الإسلاميَّة ومملكة الرُّوم في القرن الهجري الأول في عهد الخليفة عثمان بن عفان. وقد نتجت المعركة عن انتصار المُسلمين.

## فتح إفريقية
عندما أراد الخليفة عمر بن الخطاب أن يفتح البلاد الأخرى القريبة والبعيدة من الجزيرة العربية وأن يوسع حدود الدولة الإسلامية قام بتكليف بعض القادة ومن أبرزهم عمرو بن العاص لفتح مصر والشام وبعد ذلك فتحوا ليبيا ولكن لما اغتيل عمر بن الخطاب قام عثمان بن عفان بولاية شئون المسلمين، وصار خليفة عليهم قام بعزل عمرو بن العاص وولى مكانه عبد الله بن سعد بن أبى السرح فأراد أن يثبت له أنه قادر على استكمال الفتوحات، فجهز جيشا لاستكمال الفتوحات وتوجه بالجيش إلى مصروكان اسمه ((جيش العبادلة)) لأنه كان يضم العبادلة الأربعة فجمع عدد من المقاتلين من مصر وقدر عدد الجيش الذي شكله بن السرح إلى مايصب إلى 70000 مقاتل من أبناء الجزيرة العربية ومصر ثم إلى برقة بليبيا وهناك لقى عقبة بن نافع وقد جهز عقبة جيشا من أهالى برقة لكى يضاف إلى الجيش الذي مع بن السرح وبعد ذلك اجتمع عقبة مع بن السرح لوضع خطة لفتح سبيطلة

## الخطة
عند اجتماع عبد الله بن أبى السرح بعقبة بن نافع الذي كان مقيما في برقة وهو ذو دراية بالأحوال البربرية ويعرف طرق الصحراء لأنه عاش بينهم فترة طويلة وأثناء الاجتماع أخبر عقبة عبد الله بأن المعركة القادمة هي من أهم المعارك في تاريخ المسلمين حيث أن هناك ملك مستبد يدعى ((جرجيريوس)) ويطلق عليه اسم ((جرجير)) وهذا الملك يهابه كل الناس من طرابلس في ليبيا حتى مدينة طنجة في المغرب لأنه استقل بحكمه عن امبراطورية الروم وهذا ما يجعل الناس يخافون منه ويرهبونه ويتخذ من مدينة سبيطلة عاصمة له وأنه يجب عليه عند فتح سبيطلـة عدم إقامة أي حملة جانبية حتى لاينقض الروم والبربر عليهم فيقتلوهم ويستنزفوا الجيش الإسلامي حتى أنه نصحه بعدم فتح طرابلس أول المدن التي سيمر عليها الجيش الإسلامى

## جرجيريورس
عندما علم جرجيريوس بالأمر اجتمع بضباطه وجنوده وخطب فيهم بأنه يجب أن تكون نهاية العرب والمسلمين على يد أهل سبيطلة ومما أغرى أتباعه أنه خصص جائزة لمن يقتل عبد الله بن سعد بن السرح وهي ألف دينار وزواجه من ابنته فتسارع الضباط على هذه الجائزة المغرية وعندما علم عبد الله بن سعد بالأمر استهزئ وسخر مما يفعله جرجير وخطب في المسلمين بأن من يقتل جرجير فإنه سيعطيه ألف دينار ويزوجه ابنة جرجير وبهذا صارت ابنة جرجير معلقة ما بين المسلمين والروم ولكن لم يكن هذا غاية المسلمين إذ أنهم لم يرد واحد منهم زواج ابنة جرجير أو الحصول على ألف دينار وإنما كان هدفهم هو فوز المسلمين وتحقيق النصر في كل أرجاء الأرض.

## المعركة
تجمع الجيش الإسلامي للمعركة ولم يفتحوا أي مدينة تقابلهم كما أوصى عقبة حتى لاينقض عليهم البربر والروم ويقضوا على الجيش الإسلامي وعندما وصلوا إلى سبيطلة اشتبكوا مع جيش جرجير واستمر ذلك عدة أيام ولم يستطيعوا إحراز أي انتصار على جرجيريورس لأنه عند حلول كل ظهيرة ينسحب جيش جرجير لكى لايستنزفهم المسلمين ولكن استأخر عثمان بن عفان نصر المسلمين، فبعث إليهم جيش آخر ((مدد)) بقيادة عبد الله بن الزبير حتى ينهوا المعركة

## اجتماع عبد الله بن الزبير مع بن سعد
وصل جيش عبد الله بن الزبير إلى المكان الذي يخيم به المسلمون ووضعوا خطة جديدة وكان مقترحها هو ابن الزبير وهي أنه عندما يحارب المسلمون في المعركة يقوم القادة باستئناس مجموعة من خيرة المقاتلين من القتال وعندما تنتهى المعركة كالعادة ينقض هؤلاء الجنود على جيش جرجير فيقضوا عليه ثم يستولوا على مدينة سبيطلة وبهذا يفوز المسلمون

## تنفيذ خطة الزبير
بعد انتهاء المعركة في يوم ما، استأنس بن الزيبر عدد من الفرسان وبعد أن انتهت المعركة انقض الفرسان على جيش جرجير مفاجأة وقضوا عليه وحاصروا سبيطلة وانتصروا في المعركة وقتل عبد الله بن الزبير جرجير وأسروا ابنته التي لم تطق الأسر فانتحرت بأن أوقعت نفسها من على سنام الجمل

## الانتصار
وقد سارع شيوخ القبائل أن يتصالحوا مع المسلمين وفرض المسلمون ضريبة دفاع على من لم يبتغِ الدخول في الإسلام وهي ثلاثمائة قنطار من الذهب